# Морозов, Семён Григорьевич
Семён (Николай) Григорьевич Морозов (12 (25) сентября 1914, Таганрог — 23 февраля 1943, Петрушина балка, Ростовская область) — организатор и руководитель таганрогской подпольной антифашистской организации, Герой Советского Союза (посмертно).

## Биография
Родился 12 (25) сентября 1914 в Таганроге в семье железнодорожника.
Учился в семилетней железнодорожной школе № 6 (позже — школа № 15). Уже в школе проявлял склонность к общественной работе, избирался секретарём комсомольской организации школы. По окончании учёбы работал на станции юных натуралистов при школе № 2, затем старшим пионервожатым в школе № 16.
В 1938 году окончил Высшую коммунистическую сельскохозяйственную школу в Ростове-на-Дону и был направлен заведующим отделом агитации и пропаганды в РК ВЛКСМ ст. Казанской Верхнедонского района Ростовской области. Одновременно преподавал в школе географию. В 1939 году Морозов работал в Таганроге заместителем директора Дворца пионеров и школьников, затем заведующим отделом пропаганды и агитации ГК ВЛКСМ. Одновременно учился в Таганрогском учительском институте. В 1941 году был назначен первым секретарём ГК ВЛКСМ.
В годы Великой Отечественной войны вёл организаторскую деятельность в оккупированном немецкими войсками Таганроге. В 1942—1943 годах подпольщики под его руководством вывели из строя 220 автомобилей, повредили 75 поездов, взорвали несколько складов. В феврале 1943 года Морозов был арестован. Расстрелян в Петрушиной балке 23 февраля 1943 года.

## Государственные награды
- Указом Президиума Верховного Совета СССР от 8 мая 1965 года в канун 20-летия Победы советского народа над Германией за организацию подпольной деятельности против немецко-фашистских захватчиков в тылу противника и проявленные при этом отвагу и геройство Морозову Семёну Григорьевичу было посмертно присвоено звание Героя Советского Союза.

## Память
- Именем Семёна Морозова названа одна из улиц Таганрога.
- В честь Семёна Морозова в Таганроге установлены 3 мемориальных доски.
- Именем Семёна Морозова был назван прогулочный теплоход МРФ РСФСР.
- Мемориальная доска в память о Морозове установлена Российским военно-историческим обществом на здании Мариинской гимназии в Таганроге, где он учился.